# غارهای مرآفتاب
غارهای مرآفتاب (مرتاریک/مردودر) مربوط به دوران پارینه‌سنگی میانی است و در بیستون، محوطه تاریخی، فرهنگی بیستون واقع شده و این اثر در تاریخ ۱۹ اسفند ۱۳۸۰ با شمارهٔ ثبت ۴۸۸۲ به‌عنوان یکی از آثار ملی ایران به ثبت رسیده است.